# Zabou Breitman
Isabelle "Zabou" Breitman, född  30 oktober 1959 i Paris, är en fransk skådespelare, regissör och manusförfattare.
Breitman debuterade som barnskådespelare 1964 i TV-serien Thierry la Fronde och har därefter varit en av Frankrikes flitigast anlitade skådespelare. 2001 skrev och regisserade hon sin debutfilm Försök att minnas vilken hon vann en César du cinéma för i kategorin Bästa debutverk. Hon har även nominerats till tre Césars som skådespelare, 1986 för Billy Ze Kick, 1993 för Krisen och 2012 för Ministern.

## Filmografi i urval
- 1986 – Billy Ze Kick
- 1991 – Fattiga riddare
- 1993 – Krisen
- 2001 – Försök att minnas (manus och regi)
- 2008 – Första dagen på resten av ditt liv
- 2009 – Nothing Personal
- 2009 – Jag älskade honom (manus och regi)
- 2011 – Ministern